# بنفسج بوليفي
بنفسج بوليفي (الاسم العلمي: Viola boliviana) هو نوع من النباتات يتبع جنس البنفسج من فصيلة البنفسجية.